# Moon Patrol
Moon Patrol (ムーンパトロール) es un videojuego clásico de arcade desarrollado y distribuido en Japón por Irem, y fue lanzado el año 1982. El videojuego se distribuyó en los Estados Unidos de América (EE. UU.) por Williams Electronics el mismo año de lanzamiento.
El videojuego trata de que el jugador debe controlar un vehículo lunar, viéndolo desde una perspectiva la cual le permite ver desplazar el vehículo sobre la superficie de la Luna. Mientras que debe sobrepasar y evitar obstáculos, tales como cráteres o minas, la silla de paseo también es atacada por los OVNIs desde el aire y por tanques desde la tierra. Moon Patrol fue uno de los primeros videojuegos de estas características y el primer videojuego Parallax scrolling (desplazamiento escenográfico repitente continuo).
En el mismo año que se lanzó el videojuego, se dispuso al público una versión pirata llamada Moon Ranger.

## Mecánica de juego
El jugador toma el papel de un oficial de policía de la ciudad "Luna", asignado al Sector Nueve que es el hogar de los "matones más duros de la galaxia".
La parte superior de la pantalla muestra un mapa con una línea tiempo para demostrar el curso actual y tres luces indicadoras. La luz superior indica que los ataques aéreos enemigos son próximos e inminentes, la luz del centro indica un campo de minas próximas, y la luz de abajo indica que los enemigos se acercan por detrás de la patrulla.
El mapa muestra los cinco puestos de control distintos: "E, J, O, T y Z. Al igual que los videojuegos de carreras, el tiempo transcurrido durante y entre cada punto de control es comparado con el promedio que determina la cantidad de puntos de bonificación asignado al jugador. El juego contiene dos cursos, el curso regular y el curso campeón, después de completar el curso regular, que es el primero, el vehículo cambia su color, de rosa a rojo y el juego continúa.

### Consolas jugables
Ha habido conversiones de Moon Patrol para muchos ordenadores domésticos y videoconsolas, incluyendo:
- Apple II
- Atari 800
- Atari 2600
- Atari 5200
- Atari ST
- ColecoVision (Como prototipo; nunca lanzado al público)
- Commodore 64
- Commodore VIC-20
- Mobile (Moon Patrol EX)
- MSX
- Game Boy Color (Moon Patrol & Spy Hunter)
- PC Booter
- Sega Dreamcast (incluido en Midway's Greatest Arcade Hits Volume 2)
- PlayStation (incluido en Midway Presents Arcade's Greatest Hits - The Midway Collection 2)
- Texas Instruments TI-99/4A
- TRS-80 Color Computer
- Windows (incluido en Midway Presents Arcade's Greatest Hits - The Midway Collection 2)
- ZX Spectrum (completado pero nunca puesto en venta)